# 天運 (陳周全)
天運（1795年）为中国清朝时期台湾天地会反清领袖陳周全的年号，前后共1年。
陳周全於乾隆六十年三月反清，其安民告示末云「天運乙卯年参月日給」。

## 公元纪年对照表
| 天運 | 元年   |
| ---- | ------ |
| 公元 | 1795年 |
| 干支 | 乙卯   |

## 同期存在的其他政权年号
- 中國
  - 乾隆（1736年－1795年）：清朝—清高宗弘历之年号
- 越南
  - 景盛（1792年－1801年）：西山朝—富春阮光缵之年号
- 日本
  - 寬政（1789年－1801年）：光格天皇之年號

## 參看
- 台灣年號列表、中國年號索引
- 其他时期使用的天运年号